# Emma Ferguson
Emma Ferguson (née à Wandsworth le 21 mai 1975) est une actrice britannique. Elle est surtout connue pour son rôle dans la série télévisée Septième Ciel aux côtés de Naomi Ryan et Jo Anne Knowles. Plus tard, Emma obtient des rôles principaux dans les feuilletons The Brides in the Bath et North and South.

## Biographie
Encore assez jeune, Ferguson se rendait régulièrement dans plusieurs pays, y compris la Chine (Hong Kong) et L'Allemagne, Gibraltar (territoire britannique d'outre-mer), Émirats arabes unis (Dubaï).

### Vie personnelle
Emma vit depuis son enfance à Wandsworth, (Londres). En 2006, elle s'est fiancée au chanteur Mark Owen, avec qui elle entretenait une relation depuis 2004. Le 8 novembre 2009, le couple se marie à l'église de Cawdor, en Écosse. Plus tard ils donnent naissance à deux enfants, un fils, Elwood, (né en août 2006), et une fille, Willow Rose, (née en novembre 2008). En mars 2010, Mark révèle à sa femme qu'il avait été infidèle pendant leur relation de 2004 jusqu'en octobre 2009,.

## Carrière
Tout d'abord à la télévision, Emma a joué dans des publicités pour les shampoings. Elle a doublé le personnage Jessica dans la version anglaise du jeu sur Playstation 2 Dragon Quest : L'Odyssée du roi maudit.
Au théâtre, elle joue la comtesse Florence Antonescu dans Man and Boy au théâtre de West End en 2004, dirigé par Maria Aitken ; Constanza dans la pièce Amadeus avec l'Orchestre symphonique de Londres en 2003, réalisé par Jonathan Best ; et Isabelle en 2000 dans Ring Round the Moon au King's Head Theatre, mis en scène par Phil Willmott.

### Septième Ciel(Mile High)
Emma Ferguson a eu beaucoup de succès dans la série télévisée Mile High avec Adam Sinclair, James W. Redmond, Jo Anne Knowles, Matthew Chambers, Naomi Ryan, Sarah Manners et Tom Wisdom, elle joue le rôle d'Emma Coyle.

## Filmographie

### Télévision
- 2005 : M.I.T.: Murder Investigation Team ; Lisa Reynolds (1 épisode)
- 2004 : North and South ; Edith Shaw Lennox (Tous les épisodes)
- 2003 : The Brides in the Bath ; Alice Burnham
- 2003 : Fortysomething ; Laura Proek (6 épisodes)
- 2000 - 2003 : The Bill ; Kim Bradley (4 épisodes)
- 2003 : Septième Ciel (Mile High) ; Emma Coyle (Saison 1 : Tous les épisodes)
- 2003 : Hardware ; L'infirmière (1 épisode : Finger)
- 2001 : Down to Earth ; Cathy Slater (1 épisode : Gone But Not Forgotten)
- 2000 : Doctors ; Angela Ramsden (1 épisode : Beating the Odds)
- 1999 : Brookside ; Charlotte Andersen (1 épisode : Please, Thank You, Goodbye)
- 1999 : Barbara ; Sandra (1 épisode : Rivals)

## Jeux vidéo
- 2010 : Castlevania: Lords of Shadow ; Claudia (voix version anglaise)
- 2009 : Killzone 2 (voix version anglaise)
- 2005 : Shinobido (voix version anglaise de : Ageha ; Tateha ; Usuba)
- 2004 : Dragon Quest : L'Odyssée du roi maudit (voix version anglaise : Jessica Albert)